# Wiktor Wołkow

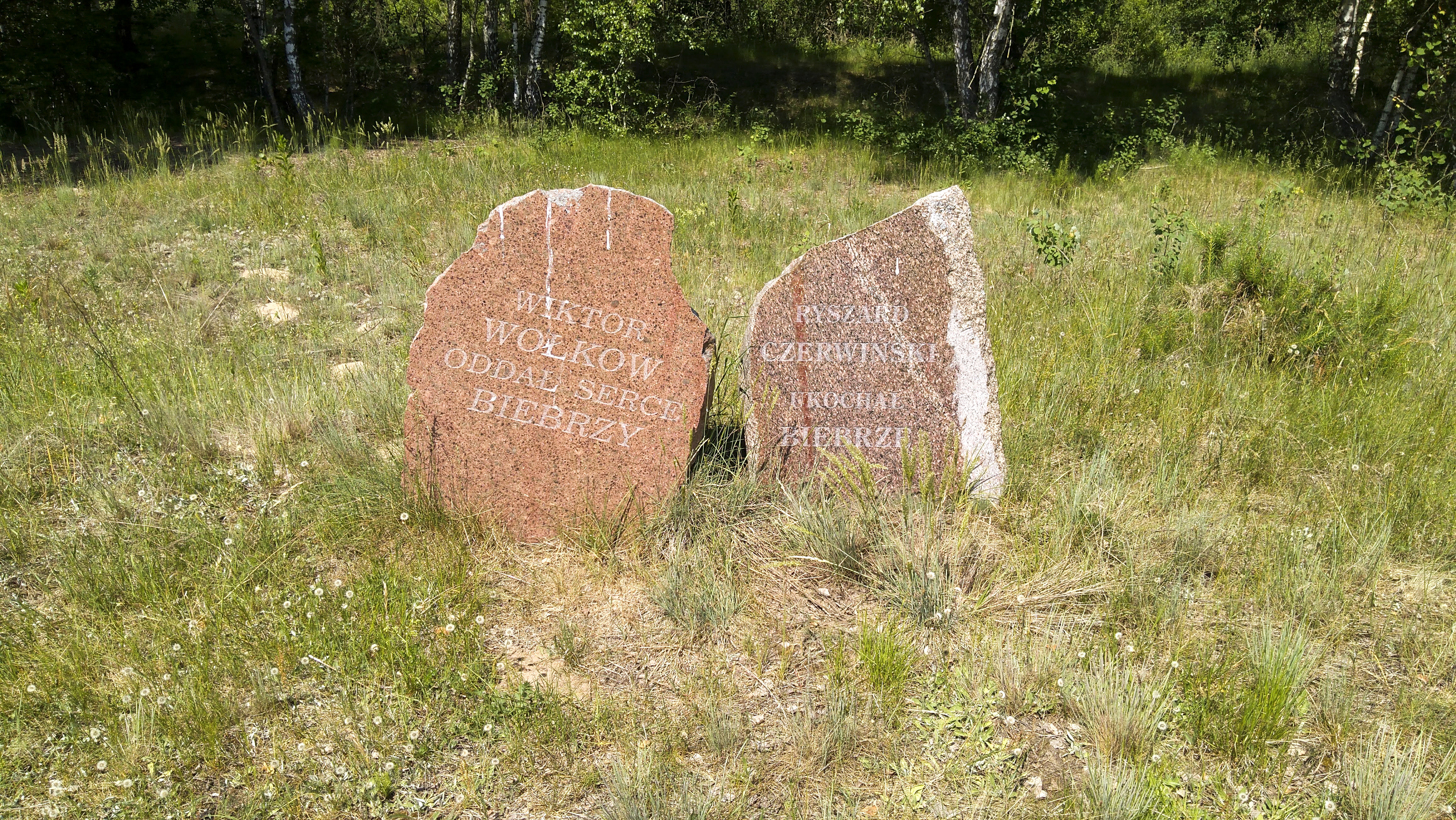
Głaz upamiętniający Wiktora Wołkowa, stojący w Biebrzańskim Parku Narodowym

Wiktor Wołkow (ur. 4 kwietnia 1942 w Białymstoku, zm. 27 marca 2012 w Supraślu) – artysta fotografik specjalizujący się w fotografii pejzażu oraz przyrody Polski północno-wschodniej. 

## Życiorys
Od 1973 członek Związku Polskich Artystów Fotografików. Autor około stu wystaw indywidualnych i kilkunastu albumów, laureat ponad 100 nagród w konkursach krajowych i międzynarodowych.
Z wykształcenia był leśnikiem, mieszkał wraz z żoną Grażyną w Supraślu. Pochowany na Cmentarzu Farnym w Białymstoku.

## Publikacje
Wybrane albumy autorskie
- Wołkow (1983),
- 1863 opowieści z Puszczy Knyszyńskiej (1993)[3],
- Kraina zielona (1996),
- Biebrza (1997),
- Wołkow. Podlasie, Supraśl, Puszcza (2005)
- Narew (2007)
- Bocian (2007)

## Wystawy i muzea
Wybrane wystawy indywidualne
- Flora i fauna Białostocczyzny (1970),
- Gawrony (1970),
- Ptak (1974)'
- Bocian (1976),
- Taki pejzaż (1976),
- Biebrza (1977),
- Potrawka z zająca (1981),
- Pejzaż czarno-biały północno-wschodni (1983),
- Moje loty (1995).

W 2024 w zabytkowym myśliwskim dworku w Turośni Kościelnej rozpoczęło działalność Muzeum Fotografii Wiktora Wołkowa jako oddział Muzeum Podlaskiego. 

## Odznaczenia
W 2005, na ceremonii podczas koncertu inaugurującego sezon, w gmachu Opery i Filharmonii Podlaskiej w Białymstoku, został odznaczony przez ministra kultury Waldemara Dąbrowskiego Srebrnym Medalem „Zasłużony Kulturze Gloria Artis”.
We wrześniu 2012 roku pośmiertnie odznaczony został Krzyżem Oficerskim Orderu Odrodzenia Polski.